# 浪穹县
浪穹县，中国古县名。
元至元十一年（1274年）改浪穹千户置，治所在今云南省洱源县，属邓川州。明、清属大理府。1913年，改名洱源县。